# M60 AVLB
M60 AVLB (англ. M60A1 Armored Vehicle Launched Bridge) — танковий мостоукладальник виробництва США, створений на базі танків M60. Призначений для швидкого наведення через перешкоди типу протитанкових ровів, ескарпів і контрескарпів, каналів, струмків, річок, ярів металевого штурмового моста довжиною 18 метрів під вантажі масою не більше 60 тонн і 15 метрів під вантажі 70 тонн. Озброєння машина не має.
Крім виконання завдань із транспортування та укладання штурмових мостів, машин без моста може використовуватися в ролі носія (базової машини) заряду розмінування M58 MICLIC. В цьому випадку машина іменується M60 AVLM.

## Зміст
M60 AVLB створений на корпусах танків M60 або M60A1. Перша версія M60 AVLB випускалася з 1963 по 1967 рік. Більшість корпусів для M60A1 AVLB були колишніми танками M60A2 Patton, перетвореними внаслідок глибокої модернізації на AVLB з 1987 по 1996 рік. Усі AVLB були перероблені та зібрані в Анністонівському танковому депо армії США в Бінамі у Алабамі за контрактом з General Dynamics Land Systems.
Водій і командир сидять пліч-о-пліч у корпусі, що зазвичай було б кільцем башточки. Замість башточки встановлено пускове обладнання для моста типу «ножиць». Ножичний міст розміщений у складеному положенні поверх шасі та гідравлічна система для роботи мосту, встановлена на колишньому місці водія. Він запускається вперед за допомогою гідравлічного пускового кронштейна. Водій має керування для запуску та повернення мосту. Після того, як транспортні засоби штурмових сил перейшли через міст, AVLB може переїхати його та забрати міст на протилежному берегу та продовжувати рух на дій військ, що просуваються. На мостоукладальнику встановлена система димопуску, яка скидає дизельне паливо у вихлопну систему, щоб візуально задимити зону навколо броньованої інженерної машини під час роботи в небезпечних умовах. Димовий екран не забезпечує захист від інфрачервоного, теплового або лазерного виявлення. M60A1 AVLB не має системи РХБ захисту екіпажу.
Міст встановлюється на перешкоду за 4-5 хв без виходу екіпажу з машини. Зніматися міст може з будь-якого з двох кінців за 10 хвилин.

## Оператори

### Поточні оператори
- Ізраїль: 10 × M60A1 Tagash AVLB — на службі в армії Ізраїлю[1]
- Іспанія: 15× M60A1 AVLB — на службі в армії Іспанії
- Пакистан: 12 × M60A1 AVLB перебуває на озброєнні пакистанської армії
- Португалія: 4 × M60 AVLB на озброєнні Португальської армії[1]
- Сінгапур: 12 × M60 AVLB перебуває на озброєнні сінгапурської армії
- Україна: 18 × M60 AVLB передані США на озброєння збройних сил України як МТД для відбиття російського вторгнення[2][3]
  - 5-та окрема танкова бригада[3]
- США
  - Армія США: 2003 році зняті з озброєння регулярних частин, перебувають у резерві Національної гвардії. З 2019 року відбувається заміна на сучасніші M1074 Joint Assault Bridge

### Колишні оператори
- Греція: 12 M60 AVLB виведені до резерву зі складу Грецької армії в 2015 році; замінені на німецькі аналоги — мостоукладальники Panzerschnellbrücke Leguan на базі Leopard 2